# Fort Drum (El Fraile)

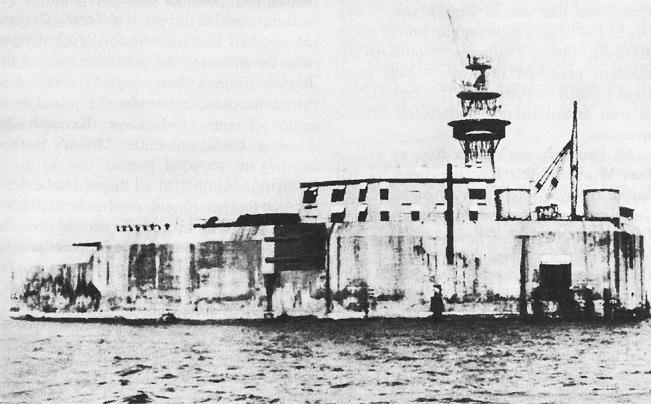
Jižní strana Fort Drum – na fotografii je dobře vidět stožár, sloužící k řízení palby a dvojice 6palcových děl baterie Roberts

Fort Drum byla americká ostrovní pevnost, nacházející se na Filipínách jižně od ostrova Corregidor na ostrůvku El Fraile. Pevnost, známá také jako „betonová bitevní loď“, střežila vjezd do Manilské zátoky. Za druhé světové války se zapojila do bojů a po válce byla opuštěna.
Americká armáda začala se stavbou pevnosti v roce 1909. Terén ostrova byl snížen a byla na něm vybudována konstrukce ze železobetonu, která svým tvarem připomínala loď. Pevnost byla vybavena čtyřmi 14palcovými (355,6 mm) děly ve dvou pancéřových dvouhlavňových věžích (baterie Wilson a Marshall), které doplňovaly čtyři 6palcové (152,4 mm) kanóny, umístěné po dvojicích nad sebou v kasematách na bocích pevnosti (na severní straně baterie McCrea a na jižní baterie Roberts).
Po vypuknutí války v Pacifiku dne 7. prosince 1941 se Fort Drum zapojil do obrany Filipín proti Japonské invazi. Dne 12. ledna 1942 bylo na východním konci Fort Drum, který směřoval do Manilské zátoky a kde bylo jediné hluché místo pevnosti, instalováno jedno 3palcové (76,2 mm) dělo do nové baterie Hoyle. Již následující den toto dělo zahnalo japonský člun, který se pokoušel přiblížit k pevnosti. Tímto se Fort Drum stal první pobřežní baterií Spojených států na Filipínách, který zahájil palbu na nepřítele.
Pevnost patřila, společně s ostrovem Corregidor, k místům, kde se americký odpor udržel až do počátku května roku 1942. Fort Drum byl vystaven silnému ostřelování a bombardování. Jeho děla na oplátku ostřelovala japonské pozice na jižní straně Manilské zátoky. V noci na 6. května 1942 zahájili Japonci finální útok na Corregidor a následující ráno Fort Drum zahájil palbu po japonských vyloďovacích člunech u Corregidoru. V 11:40 ale přišel z Corregidoru příkaz ke kapitulaci ve 12:00. Posádka fortu zničila pevnostní děla, strojovnu a tajné materiály a kapitulovala. Pevnost poté obsadili Japonci, ale ke znovuzprovoznění pevnosti nedošlo.
Když Američané v letech 1944 a 1945 dobývali Filipíny zpět, byl Fort Drum posledním místem japonského odporu v Manilské zátoce. Bránilo ho 65 přeživších námořníků z bitevní lodě Musaši. Počátkem dubna 1945 se stal cílem leteckých náletů a děl lehkého křižníku USS Phoenix. Dne 13. dubna na pevnost zaútočila rota F 151. pěšího pluku a četa ženistů roty B 113. ženijního pluku US Army. Do pevnosti byla nalita nafta a odpáleny nálože. Když se oheň dostal ke skladišti munice, došlo ke druhé explozi. Pevnost hořela několik dní.
Opuštěná pevnost se dochovala dodnes včetně věží a hlavních děl, z vedlejší výzbroje zůstala zachována jen jedna hlaveň. Vnitřní konstrukce byly po válce značně poničeny ještě sběrači kovů, kteří odnesli zbytky vnitřního vybavení a odřezali ocelové traverzy podpírající stropy..